# Астаф'єва Віра Леонідівна
Ві́ра Леоні́дівна Аста́ф'єва (нар. 1867 — пом. 4 грудня 1927) — українська оперна співачка (драматичне сопрано), вокальна педагогиня; солістка Київської опери; викладачка Музично-драматичної школи М. Лисенка (1912—1918), професорка Київського музично-драматичного інституту ім. М. Лисенка. Сестра художниці Варвари Астаф'євої, племінниця скульптора Володимира Беклемішева, тітка художниці Ірини Беклемішевої.

## Життєпис
Народилася у 1867 році у Конотопському повіті Чернігівської губернії Російської імперії (тепер — Сумська область України) у родині поміщика Леоніда Олександровича Астаф'єва та Олени Костянтинівни. Батько мав маєток біля села Бахмач Бахмацької волості Конотопського повіту Чернігівської губернії, займався землеробством (серед іншого — вирощував сортовий овес і за контрактом продавав для царської кавалерії).
Жила в мистецькому оточенні. Старша сестра — художниця Варвара Астаф'єва. Ще одна сестра, Олександра, одружилася з братом скульптора Володимира Беклемішева. Також мала єдинокровного брата Миколу (по-домашньому його називали Кока; він був силачем — через будинок перекидав пудову гирю).
В Києві закінчила гімназію. Із 1882 по 1886 рік навчалася у Київському музичному училищі, клас К. Брагіна. Із 1887 по 1889 рік — у Міланській консерваторії, клас Галетті та Ванцо.
1886—1887, 1892—1895 — солістка Київської опери. Дебютувала у опері партією Маргарити («Фауст» Шарля Гуно).
1895—1896 — солістка Казанської опери.
1896—1897 — солістка Саратовської опери.
1897—1898 — в артистичному турне (Вільно, Рига, Мінськ та інші міста).
1899—1900, 1901—1902 — солістка Опери Гаврила Солодовникова (Москва).
1900—1901 — солістка Тифліської опери.
1902—1903 — солістка «Нової опери» (Санкт-Петербург).
1889—1891, 1905—1908 — солістка оперних театрів Пізи, Кремони, Мессіни, Ґенуї, Турина, Парми, Трієста.
Гастролювала в США (1907), Австрії.
1908—1912 — солістка міланського театру «Ла Скала».
1912—1918 — викладачка у київській Музично-драматичній школі Миколи Лисенка. Серед її учнів — Віктор Будневич (1912—1914). Жила у Києві у одному будинку із сестрами. Брат Микола виступав у цирку силачем і борцем.
У 1918 році, разом із сестрами, прибула до Бахмача, поселилися в Гойденьковому саду. Бідувала і голодувала. Колишня наймичка родини Астаф'євих, Євдокія Руденко, носила сестрам їжу, щоб врятувати від голодної смерті. Невдовзі після бою під Крутами до Астаф'євих зайшли муравйовці. Вони запідозрили, що син однієї із сестер Астаф'євих — Олександри (у шлюбі Белемішевої) — брав участь у бою під Крутами, хотіли його забрати, а коли мати не відпускала юнака — застрелили його.
1919—1927 — професорка Київського музично-драматичного інституту імені Миколи Лисенка.
Померла 4 грудня 1927 року у Києві. Похована на Байковому кладовищі.

## Творчість
У репертуарі — понад 60 провідних партій в операх світової класики, народні пісні. Перша виконавиця партії Мададжари (в однойменній опері Бориса Яновського) та Ольги («Потьомкінське свято» Михайла Іванова).
У Росії та Італії широко пропагувала українські народні пісні та романси Миколи Лисенка.
Мала сильний голос широкого діапазону, рівний у всіх регістрах, з особливою м'якістю тембру та гнучкістю.
Виступала на сцені разом з Олександром Антоновським, Олександром Брагіним, Олександром Мишугою, Олексієм Борисенко, Антоном Секар-Рожанським, Йосипом Томарсом.

### Партії
- Маргарита («Фауст» Шарля Гуно)
- Венера («Тангойзер» Ріхарда Вагнера)
- Аїда, Амелія, Дездемона, Леонора («Аїда», «Бал-маскарад», «Отелло», «Трубадур» Джузеппе Верді)
- Рахіль («Жидівка» Жака Франсуа Галеві)
- Джоконда (однойменна опера Амількаре Понк'єллі)
- Валентина, Селіка («Гугеноти», «Африканка» Джакомо Меєрбера)
- Сантуцца («Сільська честь» П'єтро Масканьї)
- Заза (однойменна опера Руджеро Леонкавалло)
- Марія («Цар і тесля» Альберта Лорцинга)
- Даліла («Самсон і Даліла» Каміля Сен-Санса)
- Мададжара (однойменна опера Бориса Яновського)
- Маша («Дубровський» Едуарда Направника)
- Ольга («Потьомкінське свято» Михайла Іванова[ru])
- Наташа («Русалка» Олександра Даргомижського)
- Наталія, Ліза, Кума, Марія («Опричник», «Винова краля», «Чародійка», «Мазепа» Петра Чайковського)
- Волхова («Садко» Миколи Римського-Корсакова)
- Ярославна («Князь Ігор» Олександра Бородіна)
- Юдита (однойменна опера Олександра Сєрова)
- Тамара («Демон» Антона Рубінштейна)